# Viva Cup Charków
Viva Cup Charków (ukr. Міні-футбольний клуб «Харків») – ukraiński klub futsalu z siedzibą w mieście Charków, w północno-wschodniej części kraju, działający w latach 2013–2022.

## Historia
Chronologia nazw:
- 2013: Viva Cup Charków (ukr. МФК «Viva Cup» Харків)
- 2022: klub rozwiązano

Klub futsalowy Viva Cup został założony w Charkowie w 2013 roku i kontynuował tradycję klubu Monolit Charków, nosząc nazwę sponsora. W niektórych źródłach również nazywany Моноліт/Viva Cup. Początkowo zespół występował w turniejach regionalnych. W 2018 roku zagrał w 1/8 finału Ekstra-ligi. W sezonie 2020/21 klub zgłosił się do rozgrywek w Ekstra-ligi, zajmując 7.miejsce w rundzie zasadniczej. W rundzie playoff jednak odpadł w ćwierćfinale. W sezonie 2021/22 zespół znów zagrał na najwyższym poziomie, zajmując 4.miejsce w rundzie zasadniczej. Ale z powodu inwazji Rosji na Ukrainę runda playoff została anulowana, a klub został rozwiązany.

## Barwy klubowe, strój i herb
|  |  |

Klub ma barwy zielono-czarne. Zawodnicy domowe spotkania zazwyczaj grają w zielonych koszulkach, czarnych spodenkach oraz czarnych getrach.

## Sukcesy

### Trofea międzynarodowe
Klub jeszcze nigdy nie zakwalifikował się do rozgrywek europejskich (stan na 31-05-2024).

### Trofea krajowe
| \| \| Zdobyte trofea w rozgrywkach Ukrainy (stan na: 31-05-2024) \| |                                                            |      |          |
| Rozgrywki                                                           | Osiągnięcie                                                | Razy | Sezon(y) |
| · Mistrzostwo                                                       | I miejsce                                                  | 0    |          |
| · Mistrzostwo                                                       | II miejsce                                                 | 0    |          |
| · Mistrzostwo                                                       | III miejsce                                                | 0    |          |
| · Mistrzostwo                                                       | ćwierćfinalista                                            | 1    | 2020/21  |
| Puchar                                                              | zdobywca                                                   | 0    |          |
| Puchar                                                              | finalista                                                  | 0    |          |
| Puchar                                                              | półfinalista                                               | 1    | 2020/21  |
| II liga                                                             | I miejsce                                                  | 0    |          |
| II liga                                                             | II miejsce                                                 | 0    |          |
| II liga                                                             | III miejsce                                                | 0    |          |
| Ukraina                                                             | Zdobyte trofea w rozgrywkach Ukrainy (stan na: 31-05-2024) |      |          |

## Poszczególne sezony

### Rozgrywki międzynarodowe

#### Europejskie puchary
Nie uczestniczył w rozgrywkach europejskich.

### Rozgrywki krajowe
| \| \| Bilans występów klubu w rozgrywkach futsalowych Ukrainy (Stan na 31 maja 2024 r.) \| |                                                                                   |        |       |   |   |   |    |    |     |           |        |        |       |
| Poziom                                                                                     | Rozgrywki                                                                         | Sezony | Mecze | Z | R | P | B+ | B– | Pkt | Lata      | Awanse | Spadki | Naj.  |
| I                                                                                          | Wyszcza liha / Ekstra-liha                                                        | 2      |       |   |   |   |    |    |     | 2020–2022 | 0      | 0      | 1/4 f |
| II                                                                                         | Persza liha                                                                       | 0      |       |   |   |   |    |    |     |           | 0      | 0      |       |
| III                                                                                        | Druha liha                                                                        | 0      |       |   |   |   |    |    |     |           | 0      | 0      |       |
|                                                                                            | Puchar Ukrainy                                                                    | 5      |       |   |   |   |    |    |     | 2018–2022 | 0      | 0      | 1/2 f |
| Ukraina                                                                                    | Bilans występów klubu w rozgrywkach futsalowych Ukrainy (Stan na 31 maja 2024 r.) |        |       |   |   |   |    |    |     |           |        |        |       |

## Futsaliści, trenerzy, prezydenci i właściciele klubu

### Trenerzy
- 2013–2022:  Roman Peradze

## Struktura klubu

### Stadion
Drużyna rozgrywa swoje mecze domowe we Charkowie w Hali Pałacu Sportu Łokomotyw.  

## Kibice i rywalizacja z innymi klubami

### Derby
- Riatuwalnyk Romny